# Шахин, Угур
Угур Шахин (тур. Uğur Şahin, 19 сентября 1965, Искендерун, Турция) — врач-иммунолог, специализирующийся на исследованиях рака. Основатель и генеральный директор биотехнологической компании BioNTech, который помог разработать одну из основных вакцин против COVID-19. Главные области его исследований — онкология и иммунология. Родители Шахина родом из Турции. В конце 1960-х годов они переехали в Германию. Работал профессором экспериментальной онкологии в медицинской клинике при Университете Майнца.

## Биография
Родился 29 сентября 1965 года в городе Искендерун в Турции. Вырос в Кёльне и изучал медицину в Кёльнском университете, в 1990 году окончил учёбу. Продолжил работать в интернатуре в том же университете, в области гематологии и онкологии. В 1993 году Шахин получил степень доктора философии.
Потом работал в университетской клинике Саар в Хомбурге, а затем перешёл в университетскую клинику Майнца.
Любит ездить на работу на велосипеде.

## Работа
Работает над идентификацией и характеристикой новых молекул-мишеней (антигенов) для иммунотерапии раковых опухолей, например, рак молочной железы, рак простаты, рак лёгких и других опасных видов рака. Его целью является разработка противораковой вакцины на основе рибонуклеиновой кислоты (РНК), вещества-мессенджера с генетической информацией, которая должна вызывать соответствующую реакцию иммунной системы и, таким образом, приводить к ингибированию и регрессии опухолей. Эти РНК-вакцины не вызывают постоянных генетических изменений в геноме клеток, но, проще говоря, снова растворяются после «однократного использования» с образованием белка. Одна из проблем заключается в разработке процесса генной инженерии, чтобы эти вакцины вызывали прямой и целевой ответ иммунной системы после инъекции. В последние годы Угур Шахин и его исследовательская группа добились значительных успехов в разработке таких оптимизированных цепей РНК.
В 2001 году Шахин совместно с супругой основали Ganymed Pharmaceuticals. Эта компания специализировалась на разработке препаратов для борьбы с онкологическими заболеваниями. В 2016 году компанию за 1,4 млрд долларов купила компания Astellas Pharma.
Проект по разработке инновационных вакцин против рака стал одним из двенадцати проектов, получивших спонсорскую премию Федерального министерства образования и научных исследований Германии в 2006 году как часть вновь созданной программы поддержки стартапов GO-Bio.
Угур Шахин с 2010 по 2019 год был директором вновь созданного института TRON. TRON занимается индивидуальной медициной и иммунотерапией рака. В 2019 году Шахин за свою работу был удостоен немецкой премии в области рака.

## COVID-19
Шахин был одним из основателей биотехнологической компании BioNTech, основанной в Майнце в 2008 году, и с тех пор является её генеральным директором. BioNTech занимается исследованием вакцины против болезни лёгких COVID-19 с апреля 2020 года под руководством Шахина и его жены врача-иммунолога Озлемы Туречи, которая также является членом совета директоров компании.

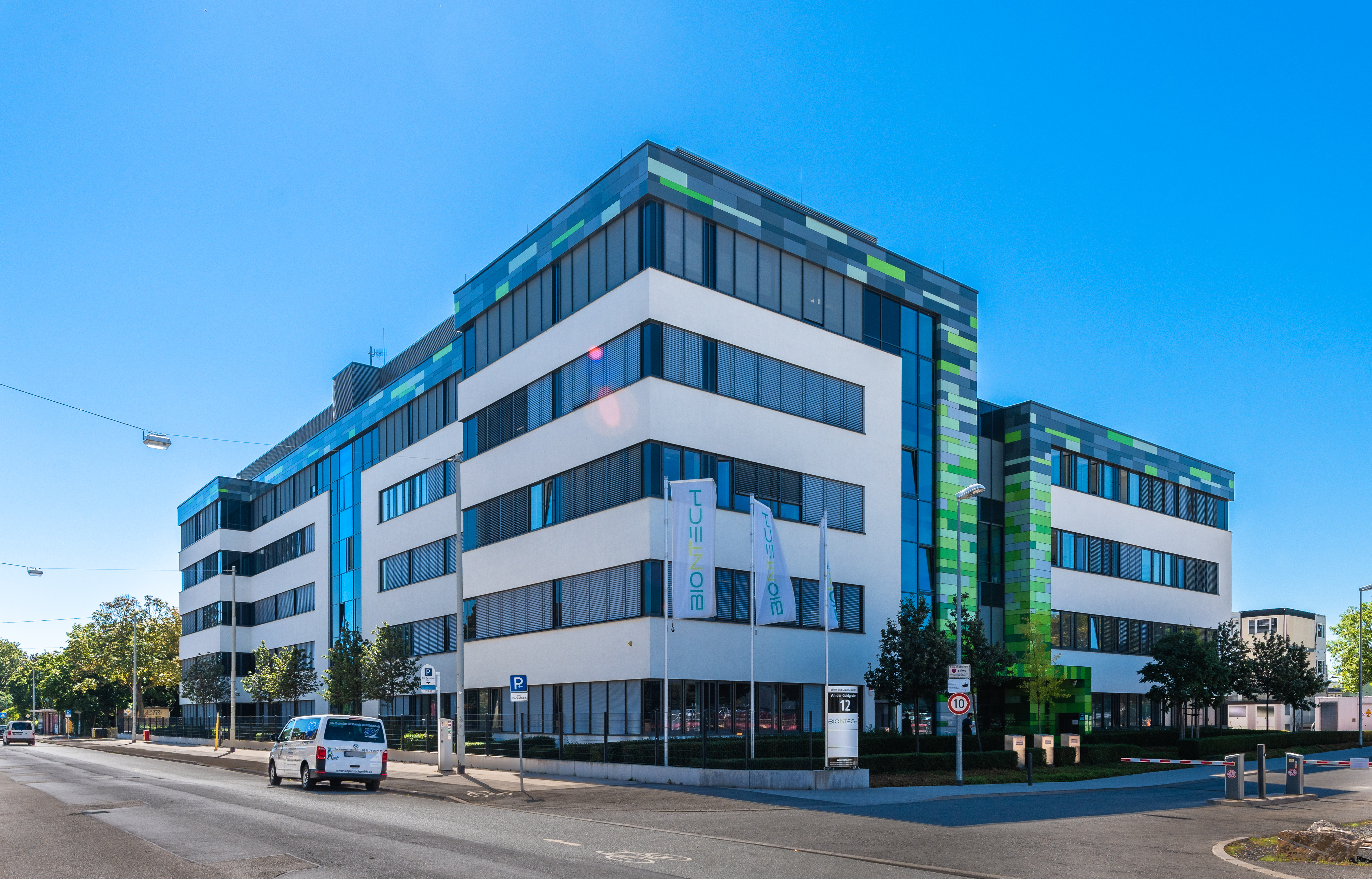
Штаб-квартира BioNTech в Майнце

Одним из важных эпизодов его работы является сотрудничество с компанией Pfizer, в частности с его гендиректором Альбертом Бурлой в сфере разработки вакцины и противовирусных препаратов от COVID-19. Резкое повышение потребности в биотехнологии в связи с пандемией COVID-19 привело к быстрому росту цен на акции его компании и его собственного состояния. Особенностью разработанной им вакцины является то, что в ней используется технология мРНК.

## Награды
- Премия Винченца Черны Немецкого общества гематологии и онкологии (DGHO) (1995)
- Премия американского общества клинической онкологии (ASCO) (1995)
- Calogero Paglierello Research Award (1997)
- Премия имени Джорджа Келера Немецкой ассоциации иммунологов (2005)
- Премия GO-Bio Министерства образования и исследований Германии (BMBF)  (2006, 2010)
- Награда STEP (2011)
- Награда BMBF Spitzencluster за проекты TRON (2012)
- Немецкая онкологическая премия (2019)
- Paul Ehrlich and Ludwig Darmstaedter Prize[англ.] (2022)